# X Games de Invierno Aspen 2009
La XIII edición de los X Games de Invierno se celebró en Aspen (Estados Unidos) entre el 22 y el 25 de enero de 2009 bajo la organización de la empresa de televisión ESPN.
Se disputaron pruebas de esquí acrobático y snowboard.

## Medallistas de esquí acrobático

### Masculino
| Evento         | Oro                            | Plata                      | Bronce                      |
| -------------- | ------------------------------ | -------------------------- | --------------------------- |
| Campo a través | Stanley Hayer · Canadá         | Hiroomi Takizawa Japón     | Andreas Steffen · Suiza     |
| Big air        | Simon Dumont Estados Unidos    | Jon Olsson · Suecia        | Jacob Wester · Suecia       |
| Slopestyle     | Thomas James Schiller · Canadá | Sam Carlson Estados Unidos | Colby West Estados Unidos   |
| Superpipe      | Xavier Bertoni Francia         | Tanner Hall Estados Unidos | Simon Dumont Estados Unidos |

### Femenino
| Evento         | Oro                   | Plata                         | Bronce                      |
| -------------- | --------------------- | ----------------------------- | --------------------------- |
| Campo a través | Ophélie David Francia | Magdalena Jonsson · Suecia    | Saša Farič Eslovenia        |
| Slopestyle     | Anna Segal Australia  | Grete Eliassen · Noruega      | Kaya Turski · Canadá        |
| Superpipe      | Sarah Burke · Canadá  | Jennifer Hudak Estados Unidos | Jess Cumming Estados Unidos |

## Medallistas de snowboard

### Masculino
| Evento         | Oro                         | Plata                          | Bronce                                         |
| -------------- | --------------------------- | ------------------------------ | ---------------------------------------------- |
| Campo a través | Nate Holland Estados Unidos | Graham Watanabe Estados Unidos | Stian Sivertzen · Noruega                      |
| Big air        | Travis Rice Estados Unidos  | Torstein Horgmo · Noruega      | Mikkel Bang · Noruega · Andreas Wiig · Noruega |
| Slopestyle     | Shaun White Estados Unidos  | Scott Lago Estados Unidos      | Mikkel Bang · Noruega                          |
| Superpipe      | Shaun White Estados Unidos  | Kevin Pearce Estados Unidos    | Antti Autti · Finlandia                        |

### Femenino
| Evento         | Oro                               | Plata                      | Bronce                      |
| -------------- | --------------------------------- | -------------------------- | --------------------------- |
| Campo a través | Lindsey Jacobellis Estados Unidos | Helene Olafsen · Noruega   | Sandra Frei · Suiza         |
| Slopestyle     | Jenny Jones Reino Unido           | Spencer O'Brien · Canadá   | Megan Ginter Estados Unidos |
| Superpipe      | Torah Bright Australia            | Kelly Clark Estados Unidos | Hannah Teter Estados Unidos |